# Tranoses punctilinea
Tranoses punctilinea är en fjärilsart som beskrevs av George Francis Hampson 1918. Tranoses punctilinea ingår i släktet Tranoses och familjen nattflyn. Inga underarter finns listade i Catalogue of Life.